# Jerzy Forajter
Jerzy Jan Forajter (ur. 3 września 1950 w Katowicach) – polski samorządowiec, radny Katowic, Przewodniczący Rady Miasta Katowice (2002-2010 i 2013-2014).

## Życiorys
Urodził się na katowickim Giszowcu. Studiował na Politechnice Śląskiej, uzyskując tytuł inżyniera elektryka. Do 2001 roku był pracownikiem Kopalni Węgla Kamiennego „Staszic” w Katowicach.
W latach 1994–2018 roku zasiadał nieprzerwanie w Radzie Miasta Katowice, startując najpierw z listy Towarzystwa Miłośników Giszowca, a następnie ramienia z ugrupowania Forum Samorządowe i Piotr Uszok (do 2014) oraz Forum Samorządowe i Marcin Krupa. W latach 2002–2006, 2006–2010 oraz 2013–2014 pełnił funkcję przewodniczącego Rady, a w latach 2014–2018 – wiceprzewodniczącego.
W latach pracy zawodowej został odznaczony Srebrnym Krzyżem Zasługi oraz odznaczeniami resortowymi. W dniu 19 września 2019 roku został uhonorowany Laurem Umiejętności i Kompetencji, przyznawany przez Regionalną Izbę Gospodarczą w Katowicach, natomiast w dniu 11 września 2020 roku Rada Miasta Katowice nadała mu tytuł "Zasłużony dla miasta Katowice".